# Rudolf Michl (Dirigent)

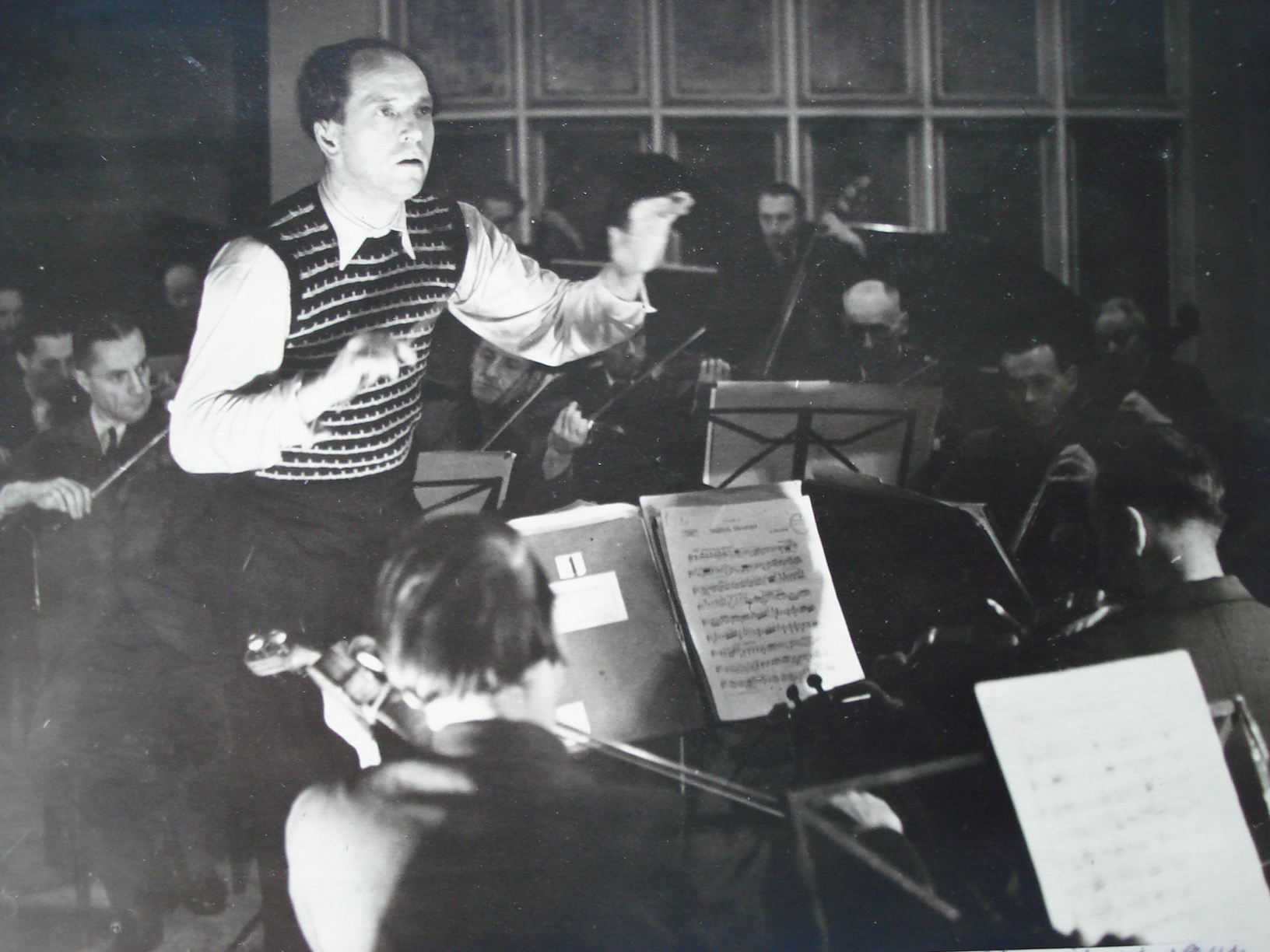
Rudolf Michl beim Dirigieren

Rudolf Michl (* 1906 in Peiperz; † 22. März 1990 in Saarbrücken) war ein deutscher Pianist und Dirigent.

## Leben
Michl studierte an der Karls-Universität Prag Rechtswissenschaften, an der er auch zum Dr. jur. promoviert wurde. Neben seinem Jurastudium besuchte er auch Veranstaltungen der Musikwissenschaft an der Universität und am Prager Konservatorium.
1946 wurde Michl Leiter des Sinfonieorchesters des neu gegründeten Senders Radio Saarbrücken. Er leitete das Orchester 25 Jahre lang bis zu seiner Pensionierung 1971. Sein Nachfolger wurde Hans Zender. Michl rief unter anderem die Jugendkonzerte des späteren Saarländischen Rundfunks ins Leben. Seinen sonntäglichen Matineekonzerten in der Saarbrücker Kongresshalle pflegte er stets Einführungen in das Programm voranzustellen.